# Claude Quin
Pour les articles homonymes, voir Quin.
Claude Quin, né le 1er mai 1932 à Vatan (Indre) et mort le 24 mars 2002 dans le 9e arrondissement de Marseille (Bouches-du-Rhône), est un homme politique français. Il est président de la Régie autonome des transports parisiens de 1981 à 1986.

## Biographie

### Carrière professionnelle
Claude Quin est un ancien élève de Sciences-Po Paris, docteur ès sciences économiques.
De 1979 à 1988, il est professeur associé à l’université Paris IX.
En 1981, il est nommé, sur proposition du ministre des Transports Charles Fiterman, à la présidence de l'entreprise publique RATP. Il le restera jusqu’en 1986. Il y supprime définitivement la 1re classe  et promeut une phase d'investissement et de recrutement, notamment pour lutter contre l'insécurité.
En 1988, il est nommé inspecteur de l’Équipement. Il le restera jusqu’à être inspecteur général honoraire de l'Équipement. Il est coordonnateur du Conseil général des ponts et chaussées.
En 2000, Jean-Claude Gayssot, ministre de l’Équipement, des Transports et du Logement charge un comité technique sous la présidence de Claude Quin d’établir un Compte national du transport de voyageurs.

### Carrière politique
Claude Quin fut, depuis 1955, adhérent du Parti communiste français et membre de sa section économique.
Il fut le rédacteur en chef de la revue Économie et Politique dans les années 1970.
Il est élu de 1977 à 1981 membre du conseil de Paris, membre du groupe communiste.
Il participe en 1990 au mouvement Refondation, tendant à la transformation du Parti communiste français.
Il meurt le 24 mars 2002 dans le 9e arrondissement de Marseille (Bouches-du-Rhône) et est enterré au cimetière de Sainte-Montaine dans le Cher.

## Distinctions honorifiques
En 1998, Claude Quin est élevé au grade d'officier de l'ordre national de la Légion d'honneur. La décoration lui est remise par Jean-Claude Gayssot.
Il est récipiendaire en 1965 d'une médaille de l’association « Académie des sciences commerciales ».

## Publications
- Les Consommateurs, avec Jean Boniface et Alain Gaussel, collection Peuple et Culture, Éditions du Seuil, 1965.
- Ce que coûte le capitalisme à la France, (en collaboration avec Philippe Herzog), Éditions sociales, collection Notre Temps, 1972.
- Classes sociales et union du peuple de France, collection Notre Temps Éditions sociales, 1976.
- Changer l’économie, trois clefs et un calendrier (en collaboration), Éditions sociales, 1977.

Entretiens de Louisette Blanquart, journaliste à L’Humanité avec Claude Quin, Anicet Le Pors, Paul Boccara et Philippe Herzog.
L’entretien de Claude Quin est intitulé « Une grande politique sociale ».
- Mêlez-vous de vos affaires !, éditions Jean-Claude Lattès, 1985.
- Idées neuves pour une société en crise, Éditions Messidor, 1990.
- Le Financement Des Transports Collectifs Urbains Dans Les Pays Développés. 15 Pays, 55 Agglomérations, La Documentation française, 1990.
- L’Administration de l’Équipement et ses usagers, sous la direction de Claude Quin, La Documentation française, 1995.

Le Conseil général des ponts et chaussées a conduit une recherche approfondie sur les relations que le ministère de l’Équipement entretient avec ses usagers « grand public ».
- Un service public pour les Européens ? Diversité des traditions et espaces de convergence en collaboration avec Gilles Jeannot, La Documentation française, 1997.

Le débat sur les services publics et l'Europe s'est rapidement focalisé en France sur une opposition entre le service public « à la française » et les nouveaux modèles de régulation promus par la Commission européenne.
Le groupe de travail du Conseil général des ponts et chaussées a plutôt cherché à saisir ce que pourrait recouvrir un « service public pour les Européens » issu d'échanges entre les différentes traditions nationales : les « services publics des autres ». En effet, rencontrant des difficultés comparables au cours de leur histoire, chacun des pays de l'Europe a élaboré des concepts et des instruments qui recouvrent en partie ce que nous mettons derrière le terme de service public.
Des espaces de convergences se dégagent, mais aussi des domaines dans lesquels les Français pourraient bien, même dans une vision ambitieuse du service public, apprendre de leurs voisins.